# Curtil-Vergy
Curtil-Vergy – miejscowość i gmina we Francji, w regionie Burgundia-Franche-Comté, w departamencie Côte-d’Or.
Według danych na rok 1990 gminę zamieszkiwało 78 osób, a gęstość zaludnienia wynosiła 29 osób/km² (wśród 2044 gmin Burgundii Curtil-Vergy plasuje się na 832. miejscu pod względem liczby ludności, natomiast pod względem powierzchni na miejscu 1343.).